# 维利·卡瓦列罗
维尔弗雷多·丹尼尔·卡瓦列罗·拉斯卡诺（西班牙語：Wilfredo Daniel Caballero Lazcano，1981年9月28日—），是一名已退役阿根廷職業足球員，司職守門員。現为於英超球隊車路士助理教练。

## 俱樂部生涯
2014年7月8日，卡瓦列罗与曼城签订了一份为期三年的合同。
2017年7月1日，卡瓦列罗以自由轉會的身份與英超俱樂部車路士簽署合約。
2020年5月，卡瓦列罗與切爾西的合約又延長了一年。
2021年12月6日，在兩名主力門將都受傷之後，卡瓦列罗以一個月的合約加盟英超俱樂部南安普頓。

## 榮譽

### 球會
小保加
- 阿甲聯賽：2003年春季
- 南美自由盃：2003年
- 洲際盃：2003年

曼城
- 英格蘭聯賽盃：2016年

車路士
- 英格蘭足總盃 冠軍：2017/2018
- 歐霸盃  冠軍 2018/2019

### 國家隊
阿根廷
- U20世界盃足球賽：2001年
- 夏季奧林匹克運動會：2004年

## 外部連結
- Soccerway資料庫：维利·卡瓦列罗
- 馬拉加官方檔案 （页面存档备份，存于） （英文）
- 阿根廷聯賽數據 （西班牙文）
- Statistics at Irish Times （英文）
- BDFutbol檔案 （页面存档备份，存于） （英文）
- Futbolme檔案 （页面存档备份，存于） （西班牙文）
- Transfermarkt檔案 （页面存档备份，存于） （英文）